# Euphorbia helioscopia
La lecherula, lechetrezna girasol, pichoga o tornagallos (Euphorbia helioscopia) es una planta herbácea anual nativa de Europa, donde crece de manera silvestre en las praderas y a la vera de los caminos. Su savia contiene un látex rico en ésteres sumamente tóxicos, y es venenosa tanto fresca como seca, en especial en contacto con el torrente sanguíneo. Su extracto se emplea en la industria farmacéutica.

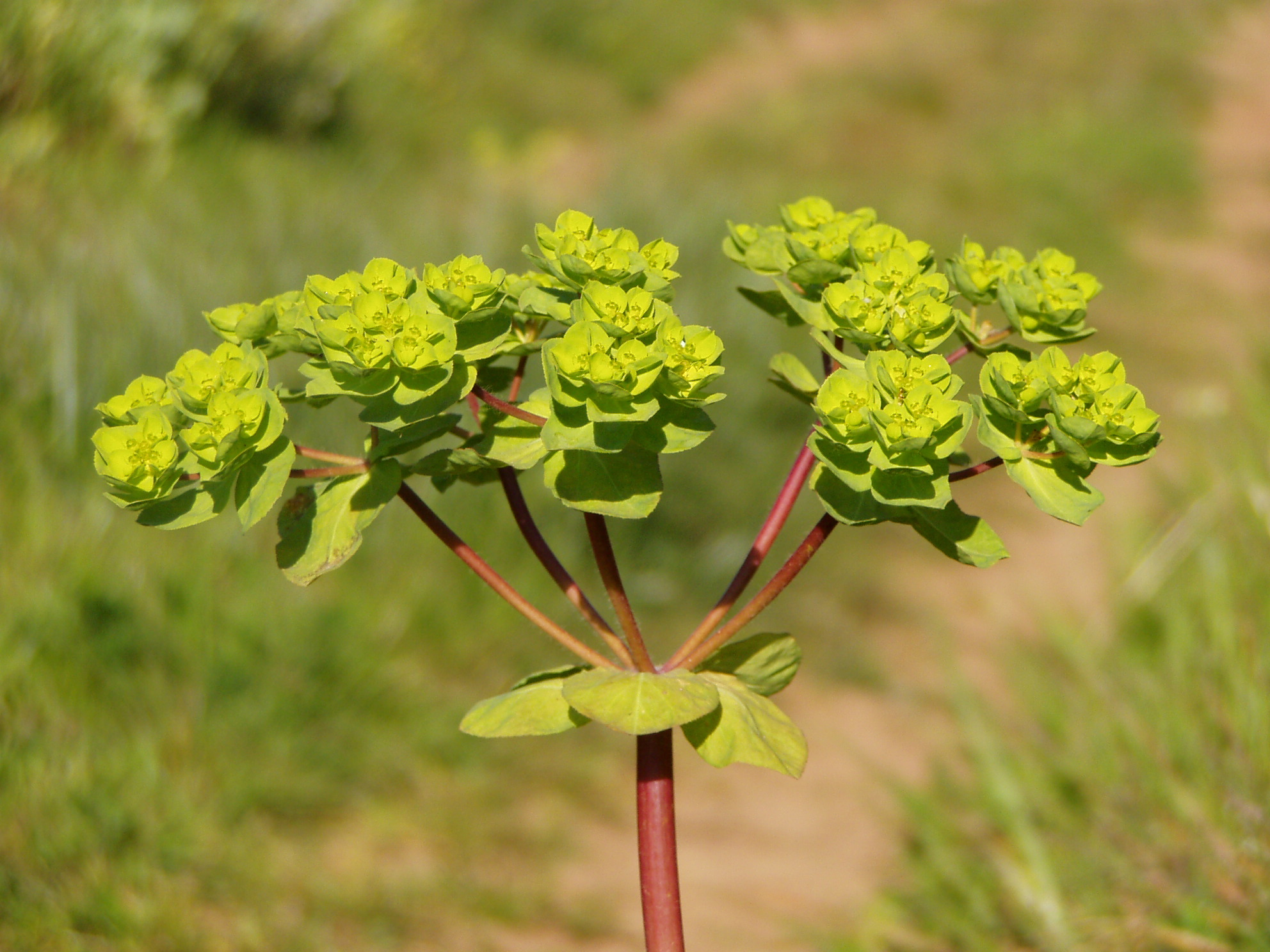

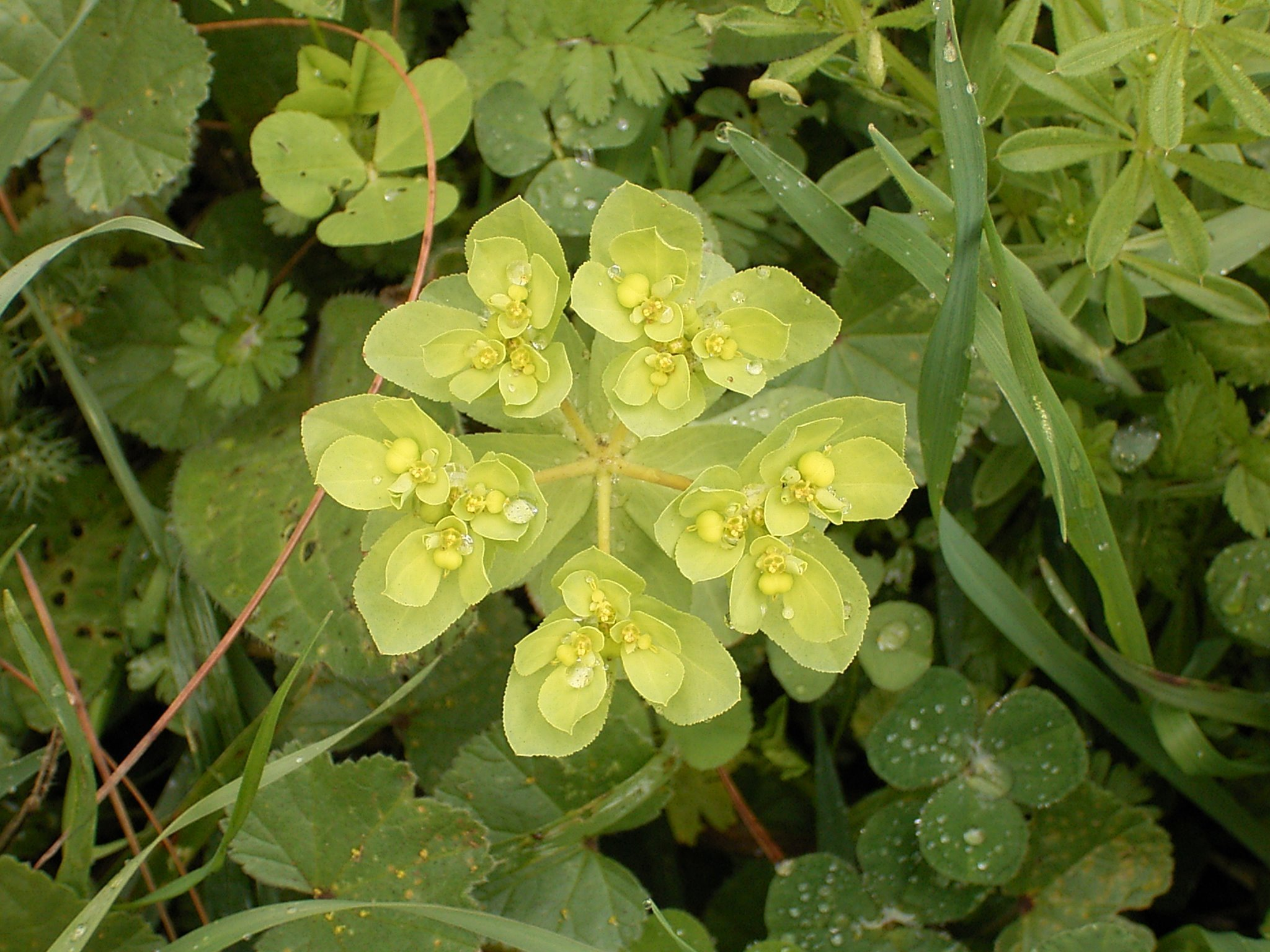

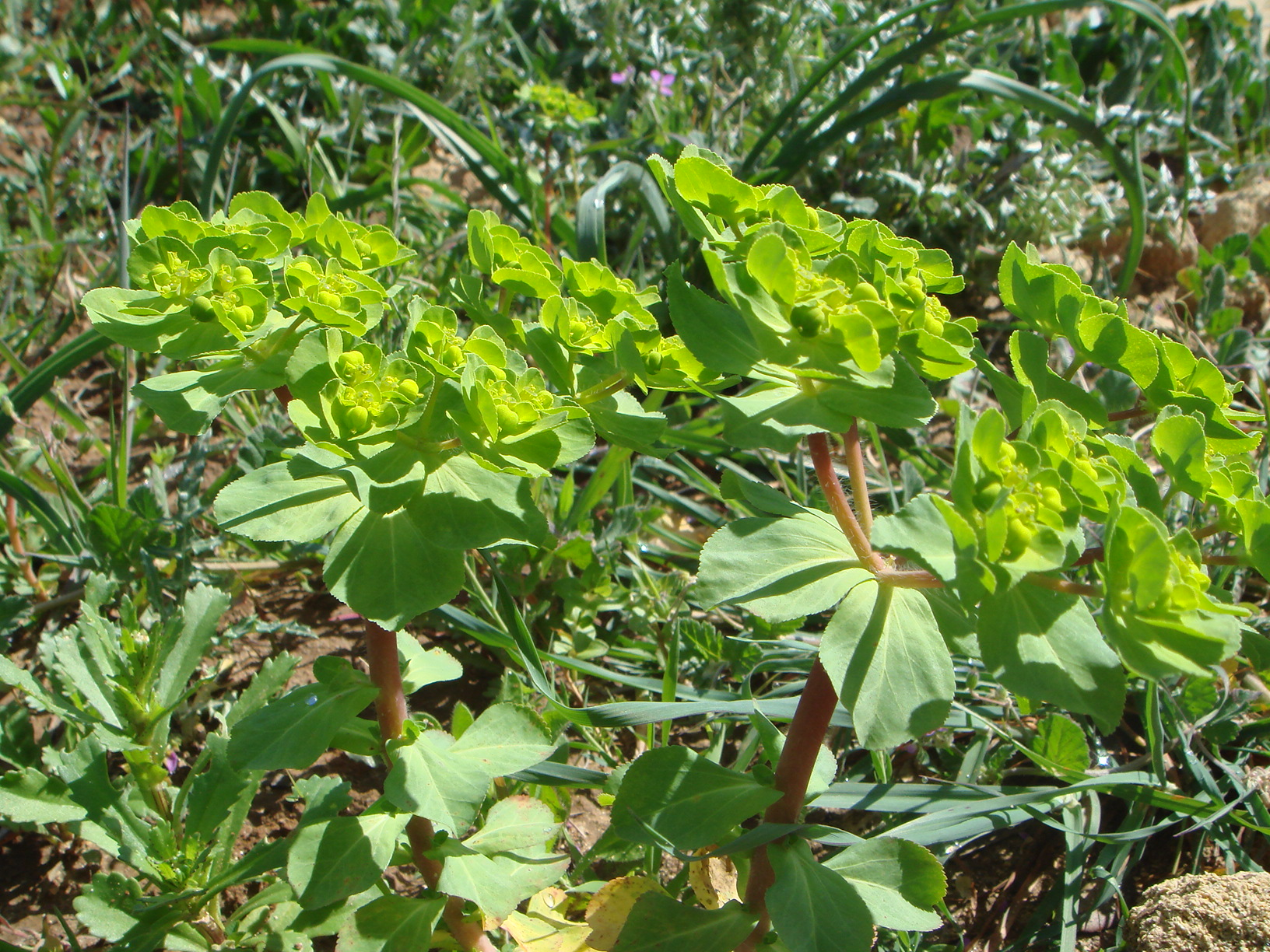
En su hábitat

## Hábitat y distribución
E. helioscopica es principalmente europea y asiática, pero se ha naturalizado raramente en algunos lugares de América y el norte de África. Requiere suelos ligeros o medios, mucha luz y poca humedad para germinar; aparece con frecuencia espontáneamente en eriales, llanuras, al borde de caminos y en el exterior de la orla boscosa en las regiones templadas de Europa.

## Usos
La savia de E. helioscopia es intensamente tóxica, como protección contra los predadores naturales; contiene varios ésteres del 12-deoxiforbol, de los cuales el más concentrado y tóxico es 12-deoxiforbol-13-fenilacetato-20-acetato. Provoca una aguda inflamación de las mucosas con las que entra en contacto, y de la membrana gástrica en caso de ingestión o absorción sanguínea. Experimentalmente se ha utilizado en la industria farmacéutica, y como potencial alternativa natural para la producción de goma en regiones templadas donde las fuentes tradicionales no pueden cultivarse.
En la medicina india, su misma toxicidad hace que se utilice como antihelmíntico tópica y sistémicamente, empleando para ello el aceite de las semillas y la decocción de hojas y tallos.

## Taxonomía
Euphorbia helioscopia fue descrita por Carlos Linneo y publicado en Species Plantarum 1: 459. 1753.
Etimología
Euphorbia: nombre genérico que deriva del médico griego del rey Juba II de Mauritania (52 a 50 a. C. - 23), Euphorbus, en su honor – o en alusión a su gran vientre –  ya que usaba médicamente Euphorbia resinifera. En 1753 Carlos Linneo asignó el nombre a todo el género.
helioscopia: epíteto
Sinonimia
- Galarhoeus helioscopius (L.) Haw. (1812).
- Euphorbion helioscopium (L.) St.-Lag. (1880).[3]
- Euphorbia helioscopioides Loscos & J.Pardo in Willk.
- Euphorbia serrata f. truncata Marcet
- Tithymalus helioscopicus (L.) Hill
- Tithymalus helioscopius (L.) Hill[4][5]

## Nombre común
- Castellano: carajera, euforbia madrugadora, hierba curandera, lecheinterna, leche interna, lechera, lecherina, lecherinas, lecheterna, lechetrezna, lechetrezna común, lechetrezna girasol, lechetrezna solar, lechintenna, lechiterna, lechitrezna que sigue al sol, lechocino, lechuguino, mirasol, pichoga, rechiruela, ésula, titimalo helioscopio, untapijas.[4]